# 1899 год в кино

## События
- Том Хепуорт (англ. Thomas Cradock Hepworth) разработал 17,5 мм формат (Biokam).
- Джон Альфред Прествич (англ. John Alfred Prestwich) разработал любительский 13 мм формат.
- Эдвард Рэймонд Тёрнер запатентовал Ли-Тёрнер колор — первую технологию цветного кино.

## Фильмы
- «Аладдин и волшебная лампа» (англ. Aladdin and the Wonderful Lamp), Великобритания (реж. Джордж Смит).
- «Бар в Криппл-Крике» (англ. Cripple Creek Bar-Room Scene), США (реж. Джеймс Х. Уайт (англ. James H. White)).
- «Дело Дрейфуса» (фр. L'affaire Dreyfus), Франция (реж. Жорж Мельес).
- «Жанна д’Арк» (фр. Jeanne d'Arc), Франция (реж. Жорж Мельес).
- «Злодеяние телячьей головы» (фр. Les méfaits d'une tête de veau), Франция (реж. Фернан Зекка).
- «Золушка» (фр. Cendrillon), Франция (реж. Жорж Мельес).
- «Из нового Бруклина в Нью-Йорк по Бруклинскому мосту» (англ. New Brooklyn to New York via Brooklyn Bridge), США (реж. ?, Edison Manufacturing Company).
- «Клеопатра» (фр. Cléopâtre), Франция (реж. Жорж Мельес).
- «Матч Джеффрис — Шарки» (англ. Jeffries–Sharkey Contest), США (реж. ?, American Mutoscope Company).
- «Молниеносные превращения» (фр. L'homme Protée), Франция (реж. Жорж Мельес).
- «Поцелуй в тоннеле» (англ. A Kiss in the Tunnel), Великобритания (реж. Джордж Смит).

## Родились
- 6 января — Пётр Константинов, советский актёр театра и кино, лауреат Сталинской премии второй степени (1950), народный артист СССР (1966) (умер в 1973 году).
- 6 января — Филлис Хейвер (англ. Phyllis Haver), американская актриса (умерла в 1960 году).
- 13 января — Лев Кулешов, советский кинорежиссёр, теоретик кино (умер в 1970 году).
- 13 января — Кэй Фрэнсис, американская театральная и киноактриса (умерла в 1968 году).
- 18 января — Семён Тимошенко, советский кинорежиссёр (умер в 1958 году).
- 6 февраля — Рамон Новарро, мексиканский актёр (умер в 1968 году).
- 6 февраля — Сергей Мартинсон, актёр советского театра и кино, народный артист СССР (1964) (умер в 1984 году).
- 15 февраля — Гейл Сондергард, американская актриса, обладательница премии «Оскар» за лучшую женскую роль второго плана — одна из восьми актрис в истории мирового кинематографа, получивших эту награду за дебютную роль второго плана (умерла в 1985 году).
- 22 февраля — Джордж О'Хара (англ. George O'Hara), американский актёр, сценарист (умер в 1966 году).
- 23 февраля — Норман Таурог, американский режиссёр и сценарист (умер в 1973 году).
- 23 февраля — Эрих Кестнер, немецкий сценарист (умер в 1974 году).
- 14 марта — Ада Крамм (англ. Ada Kramm), норвежская актриса театра и кино (умерла в 1981 году).
- 15 марта — Джордж Брент, американский актёр британского происхождения (умер в 1979 году).
- 27 марта — Глория Свенсон, американская актриса, одна из самых ярких звезд эпохи немого кино (умерла в 1983 году).
- 17 апреля — Ольга Жизнева, советская актриса театра и кино, лауреат Сталинской премии первой степени (1949), народная артистка СССР (1969) (умерла в 1972 году).
- 21 апреля — Эмми Юркка, финская актриса театра и кино, режиссёр (умерла в 1990 году).
- 22 апреля — Байрон Хэскин, американский оператор, создатель спецэффектов и режиссёр кино и телевидения (умер в 1984 году).
- 23 апреля — Владимир Набоков, советский сценарист (умер в 1977 году).
- 27 апреля — Уолтер Ланц, американский карикатурист, мультипликатор, продюсер и режиссёр, известный в основном как создатель мультперсонажа дятла Вуди (умер в 1994 году).
- 10 мая — Фред Астер, американский актёр, звезда Голливуда, один из величайших мастеров музыкального жанра в кино (умер в 1987 году).
- 26 мая — Александра Панова, актриса театра и кино, заслуженная артистка СССР (умерла в 1981 году).
- 30 мая — Ирвинг Тальберг, голливудский продюсер, прозванный «вундеркиндом Голливуда» за свою способность распознавать удачные сценарии и звёздный потенциал актёров (ум. 1936).
- 15 июня — Эйнар Хансон (англ. Einar Hanson), шведский актёр немого кино (умер в 1927 году).
- 30 июня — Мэдж Беллами, американская актриса, звезда немого кино (умерла в 1990 году).
- 1 июля — Чарльз Лоутон, британский и американский актёр, режиссёр, обладатель премии «Оскар» (умер в 1962 году).
- 7 июля — Джордж Кьюкор, американский кинорежиссёр и сценарист (умер в 1983 году).
- 14 июля — Марта Мэнсфилд, американская актриса (умерла в 1923 году).
- 17 июля — Джеймс Кэгни, один из наиболее востребованных актёров классического Голливуда, обладатель премии «Оскар» за лучшую мужскую роль (ум. 1986).
- 24 июля — Дэн Джордж, канадский актёр, режиссёр (умер в 1981 году).
- 2 августа — Валентина Брумберг, советский режиссёр и художник анимационного кино, заслуженный деятель искусств СССР (1968) (умер в 1975 году).
- 8 августа — Станислав Селяньский (пол. Stanisław Sielański), польский актёр (умер в 1955 году).
- 13 августа — Альфред Хичкок, британский и американский кинорежиссёр, продюсер, сценарист (умер в 1980 году).
- 14 августа — Алма Ревиль (англ. Alma Reville), британская ассистентка режиссёра, сценарист, монтажёр (умер в 1982 году).
- 18 августа — Людвик Семполиньский, польский актёр и режиссёр (умер в 1981 году).
- 9 сентября — Нил Хэмилтон (англ. Neil Hamilton), американский актёр (умер в 1984 году).
- 29 сентября — Евгений Габрилович, советский сценарист (умер в 1993 году).
- 22 октября — Николай Боголюбов, советский актёр театра и кино, народный артист СССР (1945), лауреат шести Сталинских премий (умер в 1980 году).
- 27 октября — Михаил Жаров, советский актёр, режиссёр театра и кино, народный артист СССР (1949), лауреат трёх Сталинских премий (умер в 1981 году).
- 29 октября — Аким Тамирофф, американский актёр армянского происхождения (умер в 1972 году).
- 11 ноября — Пэт О’Брайен, американский актёр (умер в 1983 году).
- 17 ноября — Дуглас Ширер (англ. Douglas Shearer), американский кинорежиссёр и звукорежиссёр канадского происхождения (умер в 1971 году).
- 25 ноября — Тадеуш Бялощиньский, польский актёр (умер в 1979 году).
- 25 ноября — Георгий Васильев, советский кинорежиссёр, сценарист и актёр (умер в 1946 году).
- 6 декабря — Николай Баталов, советский актёр театра и кино, Заслуженный артист СССР (умер в 1937).
- 16 декабря — Ноэл Кауард, британский актёр, режиссёр (умер в 1973 году).
- 17 декабря — Варвара Попова, советская театральная и киноактриса (умерла в 1988 году).
- 25 декабря — Хамфри Богарт, американский актёр (умер в 1957 году).
- 25 декабря — Оскар Полк (англ. Oscar Polk), американский актёр (умер в 1949 году).
- 28 декабря — Евгениуш Бодо, польский актёр, режиссёр и продюсер (умер в 1943 году).